# Iota Piscis Austrini
Iota Piscis Austrini (9 Piscis Austrini) é uma estrela na direção da constelação de Piscis Austrinus. Possui uma ascensão reta de 21h 44m 56.79s e uma declinação de −33° 01′ 32.0″. Sua magnitude aparente é igual a 4.35. Considerando sua distância de 205 anos-luz em relação à Terra, sua magnitude absoluta é igual a 0.36. Pertence à classe espectral B9.5V.